# Cetimina
Uma cetimina é uma imina que resulta estruturalmente análoga a uma cetona.
Como tais, as cetiminas possuem a fórmula general R2C=N–R' (sendo R' um grupo distinto do hidrogênio). As cetiminas são similares às aldiminas, as quais são análogas de aldeídos.